# Ethelda Bleibtrey

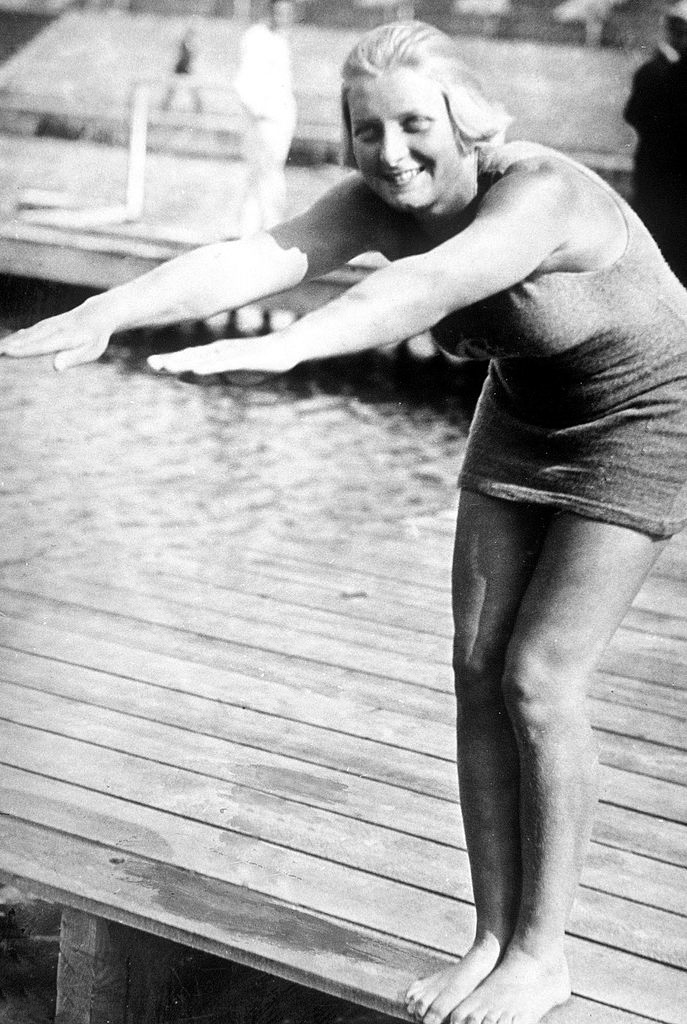
Ethelda Bleibtrey tijdens het zwemmen op de Olympische Zomerspelen in augustus 1920

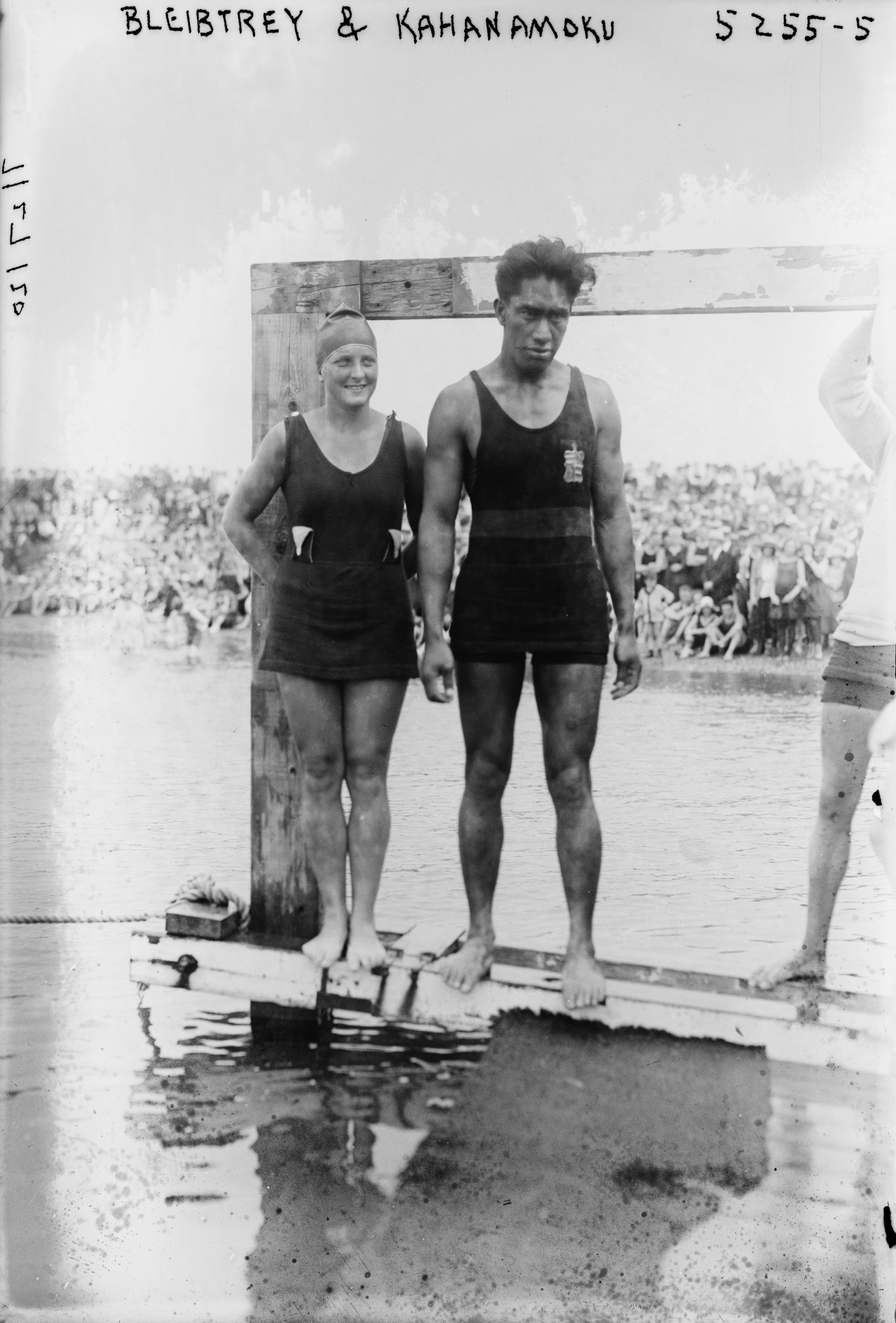
Ethelda Bleibtrey en Duke Kahanamoku, jaar onbekend

Ethelda Bleibtrey (Waterford, 27 februari 1902 – West Palm Beach, 6 mei 1978) was een Amerikaans zwemster die bij de Olympische Spelen van 1920 het vrouwenzwemmen domineerde en alle evenementen won.
Bleibtrey werd geboren in Waterford, New York en ze begon met zwemmen om te herstellen van polio. Haar carrière ontwikkelde zich in sneltreinvaart. In 1918 zwom ze haar eerste wedstrijd, binnen een jaar was ze nationaal kampioen en twee jaar later was ze verreweg de beste tijdens de Olympische Spelen. Als amateur verloor ze tussen 1920 en 1922 geen enkele wedstrijd op welke afstand dan ook, van de 50 yard (50 meter) sprint tot wedstrijden over een mijl (1,6 kilometer).

## Olympische Spelen van 1920
De eerste spelen na de Eerste Wereldoorlog werden gehouden in het zwaar door de oorlog getroffen Antwerpen, het zwemmen greep plaats in een openluchtzwembad in de buurt van het huidige zwembad Wezenberg 
Zij wist als eerste Amerikaanse zwemster een gouden Olympische medaille te behalen. Ze won alle drie de onderdelen die er voor de vrouwen op het programma stonden. De 100 en 300 meter vrije slag en de 4x100 meter vrije slag estafette. In totaal zwom zij tijdens deze spelen vijf wedstrijden (inclusief de voorrondes) en wist in elke race een wereldrecordtijd te zetten.
Ze had waarschijnlijk nog meer medailles kunnen winnen aangezien ze op dat moment het wereldrecord op de rugslag ook in handen had. Tijdens deze spelen stonden er echter voor de vrouwen slechts vrije slagonderdelen op het programma.

## Incidenten
Ethelda Bleibtrey kwam een aantal keren in het nieuws op manieren die niet direct met haar sportprestaties te maken hadden. Zo werd zij in 1919 opgepakt voor naaktzwemmen toen zij aan het strand van Manhattan haar kousen uitdeed alvorens zij ging zwemmen. De daaropvolgende publiciteit zorgde ervoor dat deze regels werden veranderd.
Een tweede incident vond plaats na haar deelname aan de spelen toen zij werd gearresteerd terwijl zij aan het zwemmen was in een vijver in het Central Park in New York. Dit was onderdeel van een stunt van de krant de "New York Daily News". Deze krant was een actie gestart om het bestuur van New York zo ver te krijgen dat ze het zwemmen in Central Park zouden toestaan. Zij boden daarom $1000 aan Bleibtrey om in het water te duiken en zich vervolgens te laten arresteren. Bleibtrey moest een nacht in de cel doorbrengen maar uiteindelijk had de actie wel succes en werden de regels wederom veranderd.
In 1967 werd zij opgenomen in de International Swimming Hall of Fame (ISHOF).
1912: Fanny Durack ·
1920: Ethelda Bleibtrey ·
1924: Ethel Lackie ·
1928: Albina Osipowich ·
1932: Helene Madison ·
1936: Rie Mastenbroek ·
1948: Greta Andersen ·
1952: Katalin Szőke ·
1956: Dawn Fraser ·
1960: Dawn Fraser ·
1964: Dawn Fraser ·
1968: Jan Henne ·
1972: Sandra Neilson ·
1976: Kornelia Ender ·
1980: Barbara Krause ·
1984: Nancy Hogshead/Carrie Steinseifer ·
1988: Kristin Otto ·
1992: Zhuang Yong ·
1996: Le Jingyi ·
2000: Inge de Bruijn ·
2004: Jodie Henry ·
2008: Britta Steffen ·
2012: Ranomi Kromowidjojo ·
2016: Simone Manuel/Penelope Oleksiak ·
2020: Emma McKeon ·
2024: Sarah Sjöström
1920: Ethelda Bleibtrey
1912: Moore, Fletcher, Speirs, Steer ·
1920: Woodbridge, Schroth, Guest, Bleibtrey ·
1924: Donnelly, Ederle, Lackie, Wehselau ·
1928: Lambert, Osipowich, Saville, Norelius ·
1932: Johns, Saville, McKim, Madison ·
1936: Selbach, Wagner, den Ouden, Mastenbroek ·
1948: Corridon, Kalama, Helser, Curtis ·
1952: I. Novák, Temes, É. Novák, Szőke ·
1956: Fraser, Leech, Morgan, Crapp ·
1960: Spillane, Stobs, Wood, von Saltza ·
1964: Stouder, de Varona, Watson, Ellis ·
1968: Barkman, Gustavson, Pedersen, Henne ·
1972: Babashoff, Barkman, Kemp, Neilson ·
1976: Peyton, Sterkel, Babashoff, Boglioli ·
1980: Krause, Metschuck, Diers, Hülsenbeck ·
1984: Johnson, Steinseifer, Torres, Hogshead ·
1988: Otto, Meißner, Hunger, Stellmach ·
1992: Haislett, Martino, Thompson, Torres ·
1996: Martino, Van Dyken, Fox, Thompson ·
2000: Van Dyken, Shealy, Thompson, Torres ·
2004: Mills, Lenton, Thomas, Henry ·
2008: Dekker, Kromowidjojo, Heemskerk, Veldhuis ·
2012: Coutts, C. Campbell, Elmslie, Schlanger ·
2016: McKeon, Elmslie, B. Campbell, C. Campbell ·
2020: B. Campbell, Harris, McKeon, C. Campbell ·
2024: O'Callaghan, Jack, McKeon, Harris
- Bibliothèque nationale de France: cb16635469x (data)
- International Standard Name Identifier: 0000 0004 5098 7341
- Library of Congress Control Number: no2021044655
- Virtual International Authority File: 316737917